# Bo Jonas Sjönander
Bo Jonas Sjönander, född 4 april 1934 i Stockholm, död 14 juni 1981 i Djursholm, var en svensk ämbetsman.

## Biografi
Sjönander var son till telegraftjänsteman Ivar Sjönander och sjuksköterska Sara Maria (f Nilsson) Sjönander och fick sin utbildning vid Stockholms högskola där han tog pol.mag.-examen 1958. Han var ordförande i högskolans studentkår 1959 och började arbeta som amanuens på Finansdepartementet 1960. Han avancerade till kansliråd 1965 och sedermera budgetchef 1967.
Sjönander var vidare sekreterare i riksdagens bankoutskott 1964–1965 och ledde ett flertal statliga utredningar som statssekreterare i Finansdepartementet 1970–1974. År 1974 blev han verkställande direktör i Allmänna pensionsfonden (1:a-3:e fonden).